# Zdeslav (Poleň)
Zdeslav je malá vesnice, část obce Poleň v okrese Klatovy v Plzeňském kraji. Nachází se asi 1,5 kilometru jihozápadně od Poleně. Je zde evidováno 31 adres. V roce 2011 zde trvale žilo 55 obyvatel.
Zdeslav je také název katastrálního území o rozloze 2,36 km².

## Historie
První písemná zmínka o vesnici pochází z roku 1379.

## Obyvatelstvo
| Rok            | 1869 | 1880 | 1890 | 1900 | 1910 | 1921 | 1930 | 1950 | 1961 | 1970 | 1980 | 1991 | 2001 | 2011 | 2021 |
| -------------- | ---- | ---- | ---- | ---- | ---- | ---- | ---- | ---- | ---- | ---- | ---- | ---- | ---- | ---- | ---- |
| Počet obyvatel | 156  | 173  | 171  | 171  | 143  | 150  | 146  | 114  | 100  | 92   | 81   | 69   | 54   | 55   | 59   |
| Počet domů     | 31   | 32   | 32   | 32   | 28   | 29   | 30   | 31   | 25   | 26   | 27   | 29   | 29   | 29   | 29   |

## Obecní správa
Při sčítání lidu v letech 1850–1975 Zdeslav byla samostatnou obcí v okrese Klatovy. Od 1. července 1975 do 29. dubna 1976 byla částí obce Poleň v okrese Klatovy. Od 30. dubna 1976 do 23. listopadu 1990 byla částí městyse Chudenice v okrese Klatovy. Od 24. listopadu 1990 je opět částí obce Poleň v okrese Klatovy.

## Fotogalerie

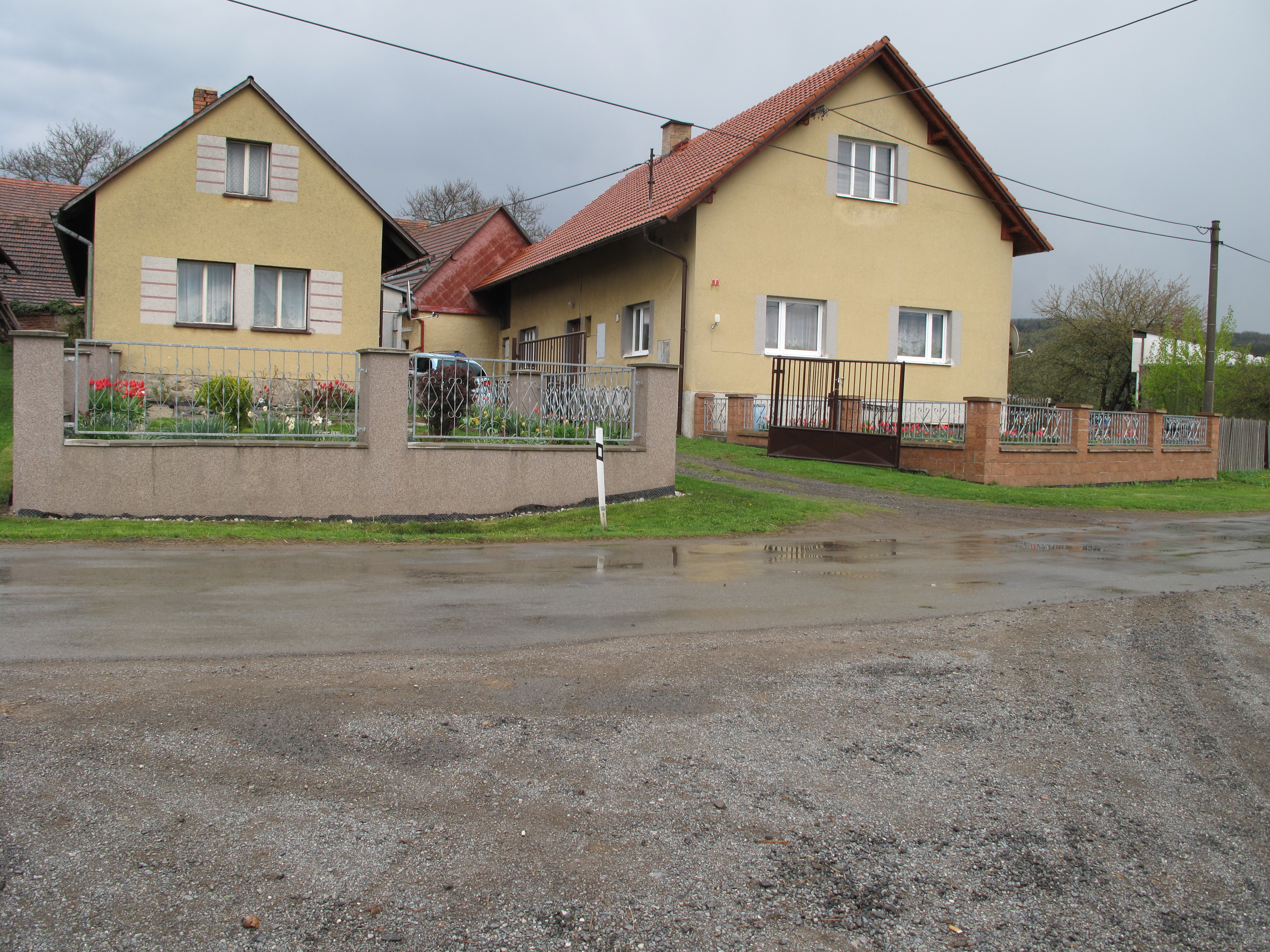
Místní domy
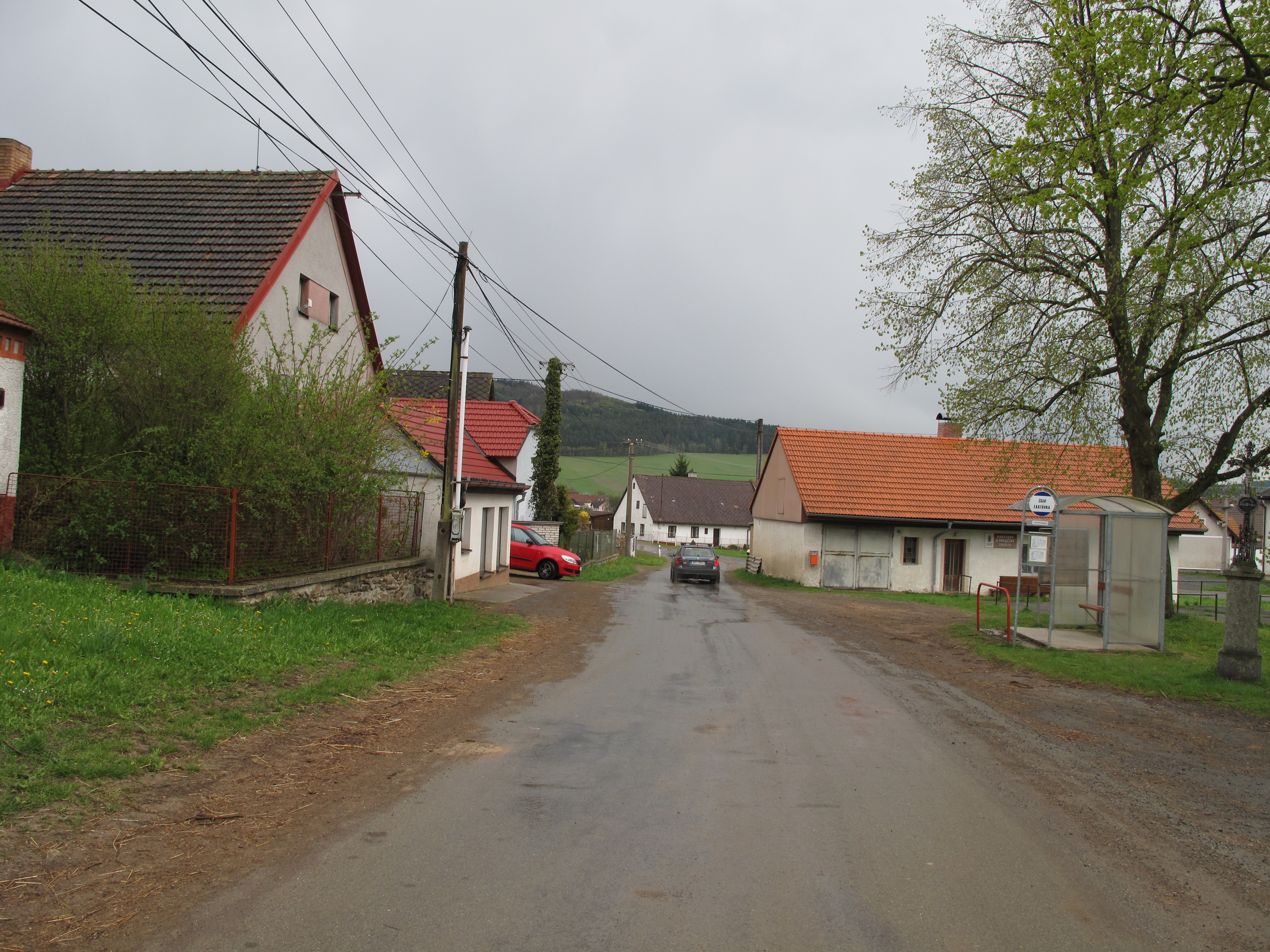
Cesta a domy
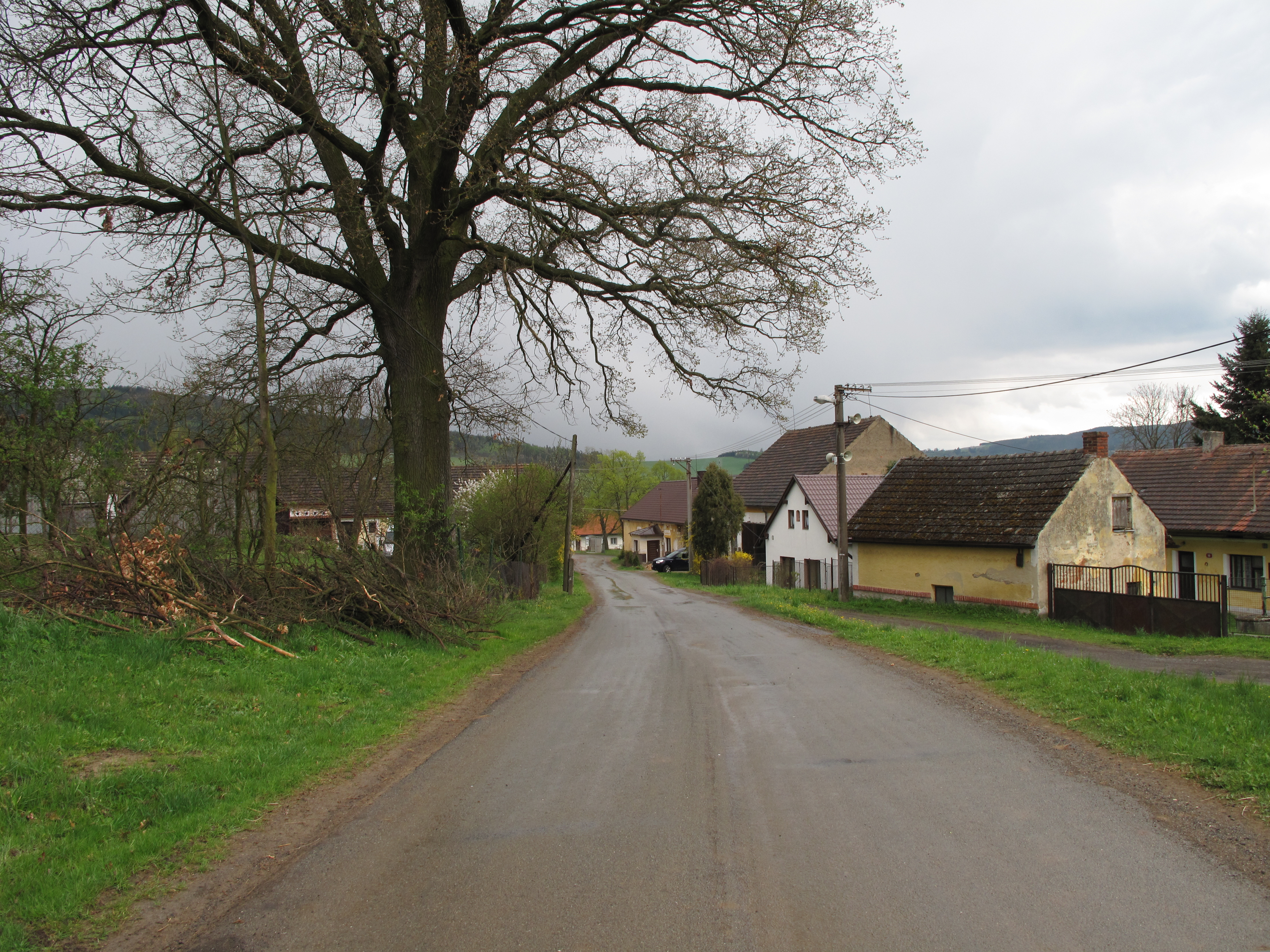
Cesta obcí